# 佐藤芳文
佐藤 芳文（さとう よしふみ、1947年 - 2014年）は、日本のコピーライター。秋田県出身、東京育ち。慶應義塾大学法学部卒業。

## 略歴
- 1947年 秋田生まれ東京育ち
- 1970年 慶応義塾大学法学部（マスコミュニケーション専攻）卒。同年、資生堂入社
- 1974年 宣伝部編集室「花椿」を担当
- 1981年 宣伝部広告制作室 コピーライター
- 1988年 宣伝制作部 クリエイティブディレクター
- 2003年 制作プロデュース部長
- 2005年 資生堂退社、佐藤芳文事務所設立。同年、銀座コピーライター塾を主宰。
- 2014年 永眠 享年66歳

## 主な受賞歴
- カンヌCMフェスティバル　銀賞
- 朝日新聞広告賞　グランプリ（3回）
- TCC新人賞、TCC部門賞、電通賞、ACC賞

各雑誌広告賞など多数

## 主なコピー
- 南向きの性格が、彼女の日常を、明るいものにしています。
- 住所・氏名・年齢・職業を脱いで、ただ女でいるのもいいね。
- 人、芽ぐむ。
- 男には、ワケがある。
- Ms.ニッポン

など多数

### クリエイティブディレクターとして
- ワン モア ビジン
- 美しい50歳がふえると、日本は変わると思う。

### プロデューサーとして
- 心は自由か。顔はどうだ。